# Halafperioden
Halaf-perioden er en benævnelse på perioden fra omkring 6.100 f.Kr. til 5.100 f.Kr i Mellemøsten, i særdeleshed Mesopotamien.
Halaf er en distinkt kultur i det nordlige Mesopotamien, Syrien, dele af Tyrkiet frem til grænsen mod Iran. Det fundsted, som har givet navn til perioden, er Tell Halaf i Syrien. Andre vigtige fundsteder er Tell Arpachiyah (Irak) og Yarim Tepe. Det er også en række andre fundsteder over et vidstrakt område, men de arkæologiske studier af disse er hidtil forholdsvis rudimentære.
Der skelnes mellem fire perioder: Tidlig, mellemste, sen og en Halaf-Obed-overgangsfase. Kulturen bliver gennem disse faser stadig mere udbredt, men kerneområdet var langs Tigris i det nordlige Irak og det østlige Syrien.
To innovationer i denne periode styrkede og forstærkede overgangen til jordbrug inden for den frugtbare halvmåne. For det første opstod nu vide netværker for handel med obsidian, en hård stenart som blev fragtet over meget lange strækninger – fra det centrale Tyrkiet til det sydlige Jordan, og fra Østtyrkiet til det sydvestlige Iran.
For det andet blev kunsten at brænde keramik opfundet spontant i Mellemøsten efter 6.900 f.Kr, ganske vist senere end tilsvarende opfindelser i blandt andet Egypten og Japan. Keramikken muliggjorde bedre lagringsmetoder, og omkring 6000 f.Kr har denne mulighed for kogning af mad og lagring af korn over tid gjort det muligt at introducere jordbrug i stor skala også i de tidligere risikable sumpområder i Egypten og Mesopotamien, hvor floderne blev dræneret for dyrkning.
På grund af forekomsten af keramik kaldes Halaf-perioden også keramisk neolitikum i denne region.